# Reportaje a la muerte
Reportaje a la muerte es una película peruana dirigida por Danny Gavidia en 1993, con guion de José Watanabe y musicalizada por Miki González La película está inspirada en el Motín del penal El Sexto, ocurrido en Lima en 1984.

## Sinopsis
La periodista venezolana Anel (Marisol Palacios) y el camarógrafo Alfredo (Diego Bertie) deben cubrir un motín de presos comunes en una cárcel limeña. Sin embargo, se dan cuenta tarde de que, al transmitir en vivo los actos violentos de los presos están dándole demasiado protagonismo a estos. Cuando deciden cortar la transmisión en vivo, ya es muy tarde, ahora los presos se sienten mismo actores de película de acción y piensan llegar hasta las últimas consecuencias.
Los personajes de Anel y Alfredo están basados en la entonces periodista Anel Townsend y el camarógrafo Alfredo Bonilla.

## Premios
- Primer premio Vigía en el XV Festival Internacional del Nuevo Cine Latinoamericano de Matanzas, Cuba.[4][5]
- Preseleccionada a los Premios Óscar en la categoría de Mejor película extranjera.[6]